# Rondel (Elgar)
”Rondel” è una canzone scritta dal compositore inglese Edward Elgar nel 1894 come Op. 16, n. 3.

## Storia
Le parole sono di Henry Wadsworth Longfellow, da una traduzione di un rondel di Jean Froissart. Il manoscritto è datato 4 gennaio 1894.
La canzone fu eseguita per la prima volta da Charles Phillips nella St James's Hall il 7 dicembre 1897.
Fu pubblicata per la prima volta nel 1896 da Ascherberg e ripubblicata nel 1907 come uno dei Seven Lieder di Edward Elgar, con parole inglesi e tedesche.

## Versi
Parole in tedesco di Ed. Sachs.
| Inglese RONDEL Love, what wilt thou with this heart, this heart of mine? Nought see I sure or fixed in thee! I do not know thee, nor what deeds are thine: Love, what wilt thou with this heart, this heart of mine? Nought see I fixed or sure in thee! Shall I be mute, or vows with prayers combine? Ye who are blessed in loving, tell it me: Love, what wilt thou with this heart, this heart of mine? Nought see I permanent or sure in thee, Nought see I permanent or sure in thee: Love, Love, what wilt thou with this heart of mine? | Tedesco RONDEL Lieb', Lieb', was willst du Mit dem Herz, dem Herzen mein? Nicht kenn' ich dich, Noch dein Begehr! Nichts scheint mir fest in dir, Noch klar zu sein: Lieb', was willst du Mit dem Herz, dem Herzen mein? Nicht kenn' ich dich, Noch dein Begehr! Nicht kenn' ich dich Noch dein Begehr! Bleibe ich stumm, soll liebevoll ich sein? Ihr, die ihr liebt, Lasst mich nicht zweifeln mehr: Lieb', was willst du Mit dem Herz, dem Herzen mein? Nicht kenn' ich standhaft dich, Noch dein Begehr, Nicht kenn' ich standhaft dich, Noch dein Begehr, Lieb', Lieb', Was willst du mit dem Herzen mein? |

* Elgar ha invertito le posizioni di "sure" e "fixed" nella seconda riga

## Incisioni
- Songs and Piano Music by Edward Elgar contiene "Rondel" eseguito da Mark Wilde (tenore), con David Owen Norris (piano).
- The Songs of Edward Elgar SOMM CD 220 Neil Mackie (tenore) con Malcolm Martineau (piano), al Southlands College, Londra, aprile 1999